# Margherita Buy
Margherita Buy (Roma, 15 de janeiro de 1962) é uma premiada atriz italiana. Ela é sete vezes ganhadora do prêmio David di Donatello.

## Carreira
Margherita teve seu primeiro papel de destaque em Una grande storia d'amore (1986) de Duccio Tessari, que foi seguido por papéis em Domani accadrà (1988) e La settimana della Sfinge (1990) de Daniele Luchetti. Pelo último, ganhou o prêmio de melhor atriz em papel principal no Festival Internacional de Cinema de San Sebastián.
Depois, estrelou em La stazione de Sergio Rubini para o qual ela ganhou seu primeiro David di Donatello de Melhor Atriz.

## Vida pessoal
Margherita nasceu em uma família de origens francesas e toscanas. Seu casamento em 1991 com Sergio Rubini terminou em meados da década de 1990.